# Rhopalomyia florum
Rhopalomyia florum är en tvåvingeart som först beskrevs av Jean-Jacques Kieffer 1890.  Rhopalomyia florum ingår i släktet Rhopalomyia och familjen gallmyggor. Inga underarter finns listade i Catalogue of Life.